# Carlos Eugenio Lavín
Carlos Eugenio Lavín García-Huidobro (Santiago de Chile, 19 de abril de 1942) es un ingeniero comercial y empresario chileno. En 2018 fue condenado por corrupción junto a su socio Carlos Alberto Délano por el Caso Penta, a cuatro años de presidio con beneficio de libertad vigilada, por delitos tributarios consumados y reiterados.

## Biografía
Es hijo de Eugenio Lavín Rodríguez y de María Angélica García Huidobro Jaraquemada. Estudió en el Saint George's College y luego entró a la carrera de ingeniería comercial en la Pontificia Universidad Católica de Chile (1962–1966). Se casó en primeras nupcias con la escritora Elizabeth Subercaseaux, con quien tuvo tres hijos; Carlos, Angélica y Alejandra. En 1978 se casó con María de la Luz Chadwick Hurtado, con quien tuvo un hijo, llamado Francisco.

## Carrera empresarial
Junto con su socio Carlos Alberto Délano fueron los fundadores del holding Empresas Penta, a partir de negocios realizados en la década de 1980 en el campo de los seguros de vida. Posteriormente adquirieron la AFP Cuprum (1991), la Isapre Vida Tres S.A. (1991) y el Banco de Chile (1999) —vendido en 2000 al Grupo Luksic—. Actualmente las inversiones del grupo se concentran en las empresas Penta Vida, Penta Security, Banco Penta y Banmédica, entre otras.
En agosto de 2014, el Servicio de Impuestos Internos (SII) denunció a Lavín y a otras seis personas ligadas a las Empresas Penta por fraude tributario ante el Ministerio Público. Por el llamado «caso Penta», Lavín y Délano renunciaron a los directorios de cuatro empresas del grupo Penta —Penta Vida, Penta Security, Banmédica y Banco Penta— en diciembre del mismo año. Ese mismo mes se filtró una conversación entre Lavín y un exgerente de Penta, que confirmaría donaciones irregulares realizadas por el grupo a varios políticos de la Unión Demócrata Independiente (UDI). El 7 de marzo de 2015 se formalizó la investigación en su contra por delitos tributarios y soborno, quedando en prisión preventiva, medida que fue revertida el 23 de abril, quedando bajo arresto domiciliario.
En julio de 2018, fue condenado junto a Carlos Alberto Délano por delitos tributarios consumados y reiterados a cuatro años de presidio, bajo el beneficio de libertad vigilada, una multa de $857 084 267 cada uno y cumplir un programa formativo sobre ética en la dirección de empresas.